# Vest Recklinghausen

Mapa mostrando Vest Recklinghausen, o Eleitorado de Colônia e cidades próximas.

Vest Recklinghausen foi um território eclesiástico do Sacro Império Romano, localizado na região central do atual estado de Renânia do Norte-Vestfália. Era limitado ao sul pelos rios Emscher e Lippe - na divisa com o Condado de Mark e a Abadia de Essen -, ao norte pelo Bispado de Münster, a leste por uma fortificação na divisa com Dortmund e a oeste pelo Ducado de Cleves.
Hoje, Vest Recklinghausen faz parte do distrito de Recklinghausen, assim como Gelsenkirchen, Oberhausen e Bottrop, que também pertenciam ao território original. 

## Históriɑ

### Domínio de Vest Recklinghauseɲ
Vest Recklinghausen foi mencionado pela primeira vez em 1228 como um feudo do Arcebispado de Colônia e, como tal, pertencia ao Círculo Eleitoral do Reno. O administrador vivia no Castelo Westerholt, localizado em Herten. De 1446 a 1576, foi usado como garantia, primeiramente penhorado aos senhores de Gemen (agora parte da cidade Borken) e, após de 1492, aos senhores de  Schauenburg e Holstein-Pinneberg, que empenharam o território de volta aos Arcebispos de Colônia em 1576.
Durante a Guerra de Colônia (1583-1589), Vest Recklinghausen foi ocupado e saqueado várias vezes por tropas de ambos os lados do conflito. Em 1583, embora grande parte do território já fosse protestante, o eleitor calvinista de Colônia, Gebhard Truchsess von Waldburg e sua esposa, Agnes, ordenaram a destruição dos ícones e elementos decorativos das igrejas. Em 1584, o território foi saqueado novamente, desta vez pelo arcebispo concorrente, Ernesto da Baviera. Em 1586, o território foi invadido por Martin Schenck e Hermann Cloedt, que causaram grandes danos às fazendas e pequenas aldeias, e foram sitiados por Claude de Berlaymont, também conhecido como Haultpenne, na cidade de Werl.